# Perna (Topusko)
Pour les articles homonymes, voir Perna.
Perna est un village de Croatie, situé dans la localité de Topusko. C'est un village peuplé de Serbes.

## Histoire
Dans les années 1990, ce village a vu les communautés croates et serbes s'entre-tuer pendant la guerre des Balkans.